# Gradski stadion Prijedor
Gradski stadion Prijedor je službeni naziv za nogometni stadion u Prijedoru, u Bosni i Hercegovini. Izgrađen je 1952. Na njemu svoje domaće utakmice igra FK Rudar, nogometni klub iz Prijedora. Kapaciteta je 3.000 mjesta.
Osim za nogometne utakmice, Gradski stadion Prijedor se koristi i za druge namjene, posebice za potrebe srednjih škola općine Prijedor.

## Povijest
Od izgradnje (1952.) do rata u BiH, Gradski stadion Prijedor je bio domaće igralište FK Prijedora. Kasnih 70-ih godina, zbog svojih odličnih plasmana u ligi SFRJ, na stadion dolazi i FK Rudar. Taj je nogometni klub iz Ljubije, preselio u Prijedor.
Tijekom 1990-ih godina FK Prijedor prestaje s radom, te stadion ostaje FK Rudaru.

## Opis
Gradski stadion Prijedor prima oko 3.000 gledatelja. Na sjevernoj i zapadnoj tribini stadiona su sjedeća mjesta, dok je istočna tribina za stajanje. Travnati teren je okružen atletskom stazom, duljine 400 metara. Sanitetska vozila, stadionu mogu pristupiti južnom stranom.
Svlačionice i službene prostorije kluba su smještene ispod središnje zapadne tribine, koja je natkrivena.